# 8,4-Meter-Klasse der DGzRS
Die 8,4-Meter-Klasse der DGzRS ist eine Serie von Seenotrettungsbooten der Deutschen Gesellschaft zur Rettung Schiffbrüchiger. Als Ersatz für die 7-m-Klasse sind drei neue Einheiten vorgesehen, die ab 2023 eingeflottet werden. Da bei den betreffenden Stationen ein Wechsel des Einsatzgebiets zum rückwärtig liegenden Haff erforderlich ist, musste für das längere Boot ein neuer 3-achsiger Spezialtrailer für den Straßentransport beschafft werden. 
Nach etwa 30 Jahre im Einsatz haben die Boddenboote der Stationen in Zinnowitz, Zingst und Wustrow das Ende ihrer technischen Einsatzfähigkeit erreicht. Aus wirtschaftlichen Gründen werden die Boote ersetzt. Aufgrund der geringen Anzahl von nur drei einheiten wollte die Gesellschaft keine aufwändige Neuentwicklung betreiben, sondern auf ein einsatzbewährtes Produkt zurückgreifen, das nur geringfügig für die eigenen Zwecke angepasst werden muss. Einschränkend war die Forderung, dass die Abmessungen nicht viel größer als die vorhandenen Boote sein sollten, damit diese wie bisher mit ihrem Trailer in die vorhandenen Stationsgebäude passen.
Ein geeigneter Rumpf wurde bei der finnischen Werft Arctic Airboats gefunden, die seit dem Jahr 2018 die Boote der 8,9-m-Klasse liefert. Der Rumpf der neuen Einheiten aus Aluminium ist mit einer Länge von 8,4 Metern 1,4 m länger und liegt stabiler im Wasser als der Vorgänger. Schon bei 60 % Leistung der Maschine kommt das leicht zu manövrierende Boot zum Gleiten. Die Maximalleistung von 425 PS sorgt für eine Endgeschwindigkeit von 33 Knoten. Das Deckshaus zur geschützten Unterbringung von geretteten Personen besteht aus hochfestem glasfaserverstärktem Kunststoff, in dem nun auch unter Deck Stehhöhe erreicht wird. Neben vier Seenotrettern, die auf gefederten Spezialstühlen sitzen, ist noch Platz zum Transport eines liegenden Verletzten. Wie alle Seenotrettungsboote der Gesellschaft sind die Boote als Selbstaufrichter konstruiert, sodass sie nach einer Kenterung von sich aus in die korrekte Schwimmlage zurückkehren.
Als Antrieb dient wie bei den ersten Boddenbooten ein Wasserstrahlantrieb, der sich bei den Rettungseinsätzen vom Strand aus bewährt hat. Bei der Rückkehr aus dem Wasser fährt das Boot auf den Strand und wird durch eine Winde wieder auf den Trailer rückwärts hochgezogen. Nach den positiven Erfahrungen in Zinnowitz werden die neuen Gespanne durch Traktoren von John Deere (Type 6R 230) mit Allradantrieb gezogen. Er hat eine deutlich höhere Zugkraft als der Unimog vorher. Bei geringeren Anschaffungs- und Unterhaltskosten bietet er eine verbesserte Rundumsicht. Für den Personentransport, der vorher in der Doppelkabine erfolgte, steht der Mannschaft ein Geländewagen zur Verfügung.
Das Typschiff der Serie mit der internen Bezeichnung SRB 85 wurde im Frühjahr 2023 geliefert und wurde auf allen drei Stationen ausgiebig getestet. Zu den Tests gehörte auch ein Kenterversuch, um die Selbstaufrichtung nachzuweisen (s. Weblink). SRB 85 hat am 22. November 2023 die Station Wustrow erreicht und wurde dort am 1. Dezember 2023 auf den Namen KNUT OLAF KOLBE getauft. Das zweite Boot, die KLAUS-GEORG BUTENSCHÖN, wurde im Dezember 2024 in Zinnowitz stationiert und hatte im Februar 2025 auf dem Achterwasser den ersten Einsatz.

## Die Boote
| Seenotrettungsboote der 8,4-Meter-Klasse |                   |                        |      |                          |                             |                    |
| DGzRS-Nr. - Name Rufzeichen              | Rettungsstationen | Stationierungen        | Bild | Baudaten Werft           | Taufe                       | Bemerkung Verbleib |
| SRB 89 E. RUHFUS DBAN2                   | Zingst            | seit Dezember 2024     |      | Bj. 2024 Arctic Airboats | 29. März 2025 in Zingst     |                    |
| SRB 87 KLAUS-GEORG BUTENSCHÖN DBAM2      | Zinnowitz         | seit Dezember 2024     |      | Bj. 2024 Arctic Airboats | 8. März 2025 in Zinnowitz   |                    |
| SRB 85 KNUT OLAF KOLBE DBAJ2             | Wustrow           | seit 22. November 2023 |      | Bj. 2023 Arctic Airboats | 1. Dezember 2023 in Wustrow |                    |